# Фрайлея
Фрайлея (лат. Frailea) — род растений семейства Кактусовые (Cactaceae) из Южной Америки.

## Название
Род назван в честь Мануэля Фрайле, хранителя коллекции кактусов Министерства сельского хозяйства США.

## Биологическое описание
Представители рода — растения с шаровидными или короткими цилиндрическими побегами высотой обычно не более 10 см и диаметром стебля 2-5 см. Растения нередко ветвятся. Ареолы мелкие, расположены часто. Рёбра и сосочки выражены слабо. Колючки длиной до 0,7 см, от светло-желтоватых до чёрных.

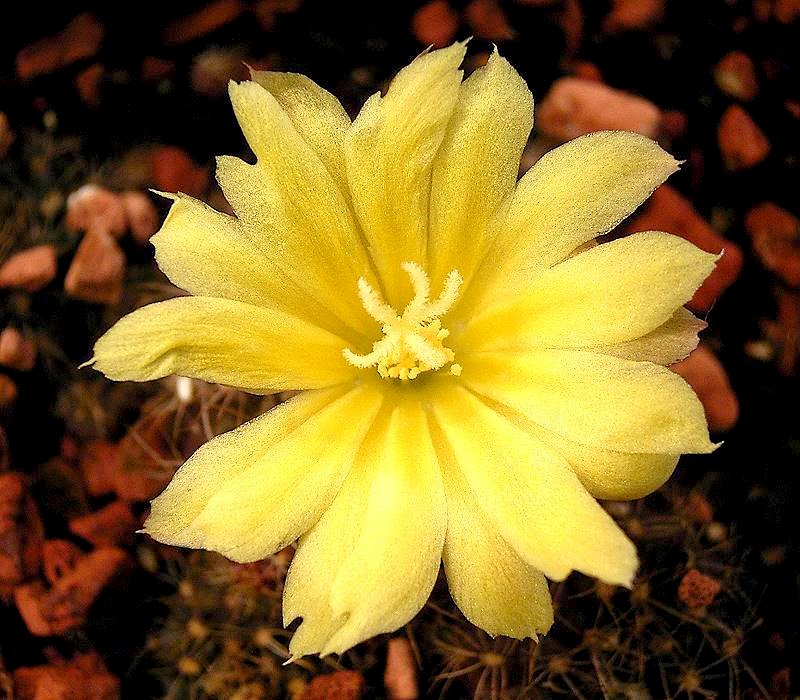
Frailea pumila

Бутоны густоопушённые. Цветки разных оттенков жёлтого, крупные в сравнении с размером самого растения. Характерной особенностью фрайлей является клейстогамия. При этом возможно перекрестное опыление, так как у большинства видов и разновидностей развиваются и хазмогамные (раскрывающиеся) цветки тоже. Клейстогамных цветков нет только у трех видов: Frailea amerhauseri, Frailea chiquitana и Frailea larae. Обычно у молодых растений формируются только клейстогамные цветки, а хазмогамные образуются у растений более старшего возраста. Хазмогамные цветки могут формироваться как летом, так и под осень, когда они открываются при температуре окружающего воздуха около 20°C. Семена крупные, образуются легко, в большом количестве, всходят быстро и хорошо.

## Распространение и экология
Родина — северо-восток Аргентины, восток Боливии, юг Бразилии, Колумбия, Парагвай и Уругвай.

## Значение и применение
Фрайлеи представляют интерес с точки зрения коллекционирования, чему способствуют миниатюрные размеры.

## Выращивание в культуре
В культуре не представляют больших сложностей. В теплицах с очень высокими температурами в летнее время стоит притенять, хорошо растут в проницаемой питательной почве, а также в чисто минеральных субстратах. Прививка не требуется и даже нежелательна, поскольку изменяет внешний вид растения. Считается, что в культуре фрайлеи имеют небольшую продолжительность жизни, менее 10 лет, но при хороших условиях растения ряда видов живут более 20 лет, а в ботанических садах имеются растения возрастом более полувека. Семена большинства видов быстро теряют всхожесть, спустя 2-3(-4) года. Лишь для семян Frailea asterioides отмечалась отличная всхожесть семян, хранившихся 10 лет.

## История открытия
Первый найденный экземпляр Frailea pumila был отнесен Шарлем Лемером в 1838 году к эхинокактусам (Echinocactus). Бриттон и Роуз выделили Фрайлеи из рода Эхинокактус в ходе своего программного исследования 1919—1923 годов.

## Таксономия
Frailea Britton & Rose The Cactaceae; descriptions and illustrations of plants of the cactus family 3: 208. 1922.

### Виды
Известно более 115 названий видов рода, но только 20 видов считается общепризнанными.
- Frailea alexandri
- Frailea altasensis
- Frailea amerhauseri
- Frailea asterioides
- Frailea atrobella
- Frailea buenekeri
  - Frailea buenekeri subsp. buenekeri
  - Frailea buenekeri subsp. densispina
- Frailea buiningiana
- Frailea castanea
  - Frailea castanea subsp. castanea
  - Frailea castanea subsp. harmoniana
- Frailea cataphracta
  - Frailea cataphracta subsp. cataphracta
  - Frailea cataphracta subsp. duchii
  - Frailea cataphracta subsp. melitae
  - Frailea cataphracta subsp. tuyensis
- Frailea chiquitana
- Frailea curvispina
- Frailea erythracantha
- Frailea friedrichii
- Frailea gracillima
  - Frailea gracillima subsp. gracillima
  - Frailea gracillima subsp. albifusca
  - Frailea gracillima subsp. horstii
- Frailea grahliana
  - Frailea grahliana subsp. grahliana
  - Frailea grahliana subsp. moseriana
- Frailea knippeliana
- Frailea mammifera
- Frailea perumbilicata
- Frailea phaeodisca
- Frailea pseudopulcherrima
- Frailea pumila
  - Frailea pumila subsp. pumila
  - Frailea pumila subsp. deminuta
- Frailea pygmaea
  - Frailea pygmaeae subsp. pygmaea
  - Frailea pygmaea subsp. albicolumnaris
  - Frailea pygmaea subsp. fulviseta
- Frailea schilinzkyana
- Frailea stockingeri